# Doença aleutiana do vison
Doença aleutiana do vison ou plasmocitose é uma doença infecciosa que afecta visons-americanos e outros mustelídeos. É causada pelo AMDV (em inglês: aleutian mink disease virus), um parvovírus autónomo. Causa aborto espontâneo e morte em vísons-americanos e furões.